# Vinflunine
Vinflunine (INN, tên thương mại Javlor) là một dẫn xuất mới của fluorine vinca alkaloid  đang được nghiên cứu để điều trị ung thư bàng quang. Ban đầu nó được phát hiện bởi nhóm của Giáo sư Jean-Claude Jacquesy (UMR CNRS 6514 - Đại học Poitiers), được phát triển bởi  Laboratoires Pierre Fabre và được cấp phép cho Bristol-Myers Squibb để phát triển ở một số quốc gia, bao gồm cả Hoa Kỳ.
Vào ngày 23 tháng 11 năm 2007, Pierre Fabre Medicament và Bristol-Myers Squibb tuyên bố rằng họ đã chấm dứt thỏa thuận cấp phép để phát triển vinflunine và Pierre Fabre đang tiếp tục "thảo luận với các cơ quan quản lý và lên kế hoạch đăng ký vinflunine cho bàng quang ung thư trong quý đầu năm 2008 ".

## Phê duyệt và chỉ định
Tính đến  năm 2012, vinflunine đã được đăng ký để sử dụng tại Úc cho "ung thư tế bào chuyển tiếp tiên tiến hoặc di căn của đường tiết niệu sau khi thất bại trong chế độ điều trị bằng bạch kim trước đó", nhưng không được đề cập trong Chương trình Phúc lợi Dược phẩm.
Tính đến  năm 2016, vinflunine là tác nhân thương mại duy nhất được phê duyệt ở một số quốc gia để điều trị ung thư biểu mô tuyến niệu, (với sự chấp thuận dựa trên kết quả của thử nghiệm pha III), với tỉ lệ sống còn trung bình được báo cáo khoảng 6 tháng.

## Các thử nghiệm lâm sàng
Nó đã trải qua một thử nghiệm lâm sàng giai đoạn III đối với ung thư biểu mô tế bào chuyển tiếp tiên tiến của đường tiết niệu.